# Eulasia aurantiaca
Eulasia aurantiaca là một loài bọ cánh cứng trong họ Glaphyridae. Loài này được Reiter miêu tả khoa học năm 1890.